# 畠山国祥
- 畠山 国祥
- 畠山 國祥

畠山 国祥（はたけやま くにあきら）は、江戸時代後期の高家旗本。
通称は栄三郎。紀伊守。

## 略歴
畠山国儔の長男として誕生。生母は市橋長璉の娘。
寛政12年（1800年）11月15日、11代将軍・徳川家斉に御目見する。享和元年（1801年）12月4日、国儔の死去により家督を相続する。文化4年（1807年）4月25日、表高家より高家職に就き、従五位下侍従・紀伊守に叙任する。
文化8年（1811年）11月29日、死去。27歳。
妻は三河国奥殿藩藩主・松平乗友の娘。息子・基利らの子女あり。